# Стамериена
Ста́мериена (латыш. Stāmeriena) — населённый пункт в Гулбенском крае Латвии. Входит в состав Стамериенской волости.

## История

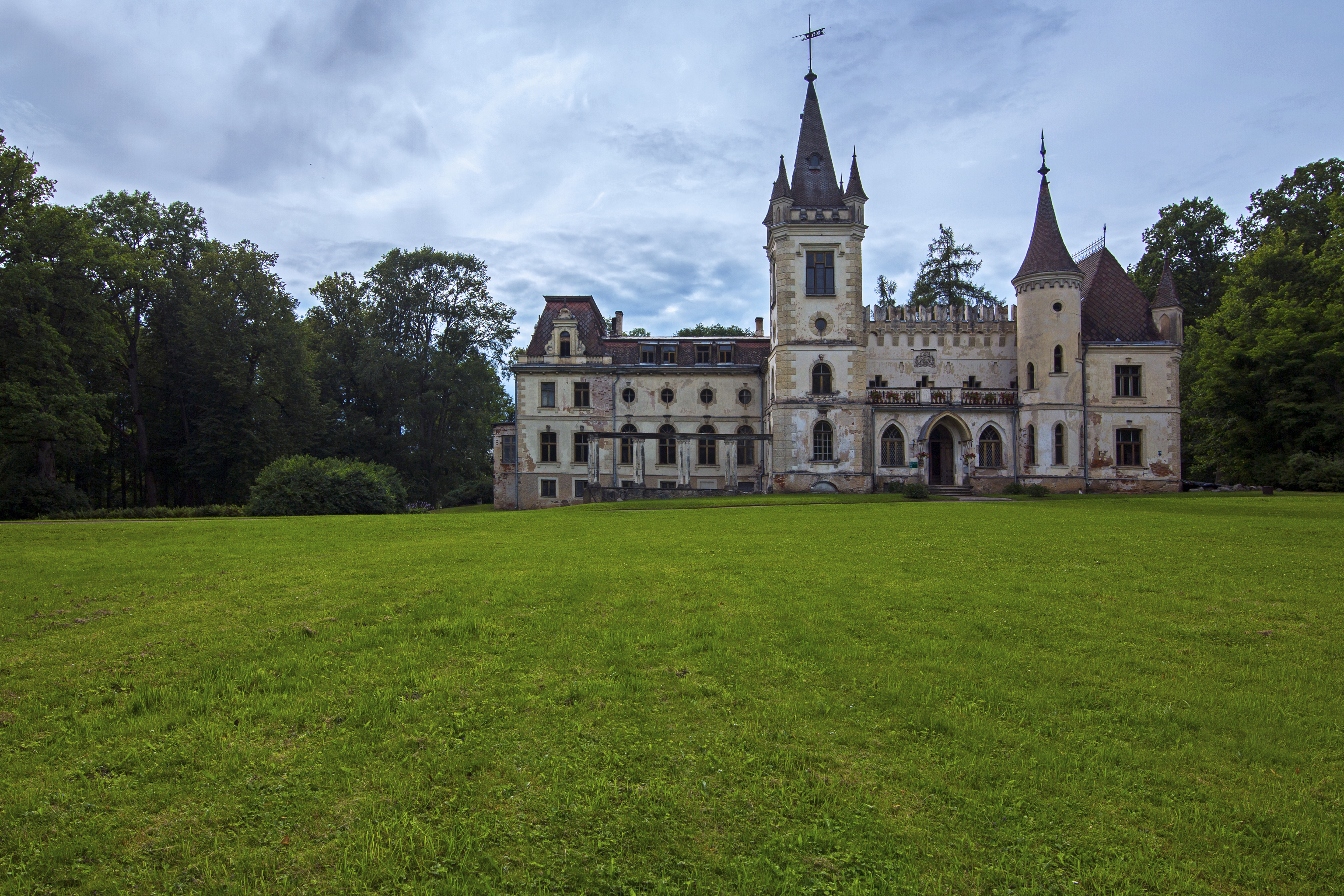
Замок Стамериена

Населённый пункт Стамериена (ранее Варгали) образовался в начале XX века как посёлок при станции Стамериене узкоколейной железной дороги Гулбене — Алуксне. В 1925 году получил статус села. По данным 1935 года в селе насчитывалось 43 жилых дома и 181 житель.
В советское время населённый пункт был центром Стамериенского сельсовета Гулбенского района. В селе располагался совхоз «Стамериена» и Гулбенская государственная станция по племенному делу и искусственному осеменению.

## География
Находится на северном берегу озера Стамерес. Расстояние до города Гулбене составляет около 15 км.

## Население
По данным на 2015 год, в населённом пункте проживало 202 человека.

## Инфраструктура
В селе есть начальная школа, врач, почтовое отделение, железнодорожная станция Стамериене.

## Культура
В 1987 году у бывшей Варгальской мельницы в Стамериене был установлен памятный камень Николаю Свемпсу, делегату Народного совета Латвии, провозгласившего 18 ноября 1918 года независимость Латвийской Республики. Именно от Варгальской мельницы зимой 1943—1944 годов Н. Свемпс указал подпольщикам Иманта Судмалиса и Малдиса Скрейю дорогу к партизанам. В начале ноября 2022 года памятник Н. Свемпсу и подпольщикам И. Судмалису и М. Скрейю был демонтирован.

## Примечания

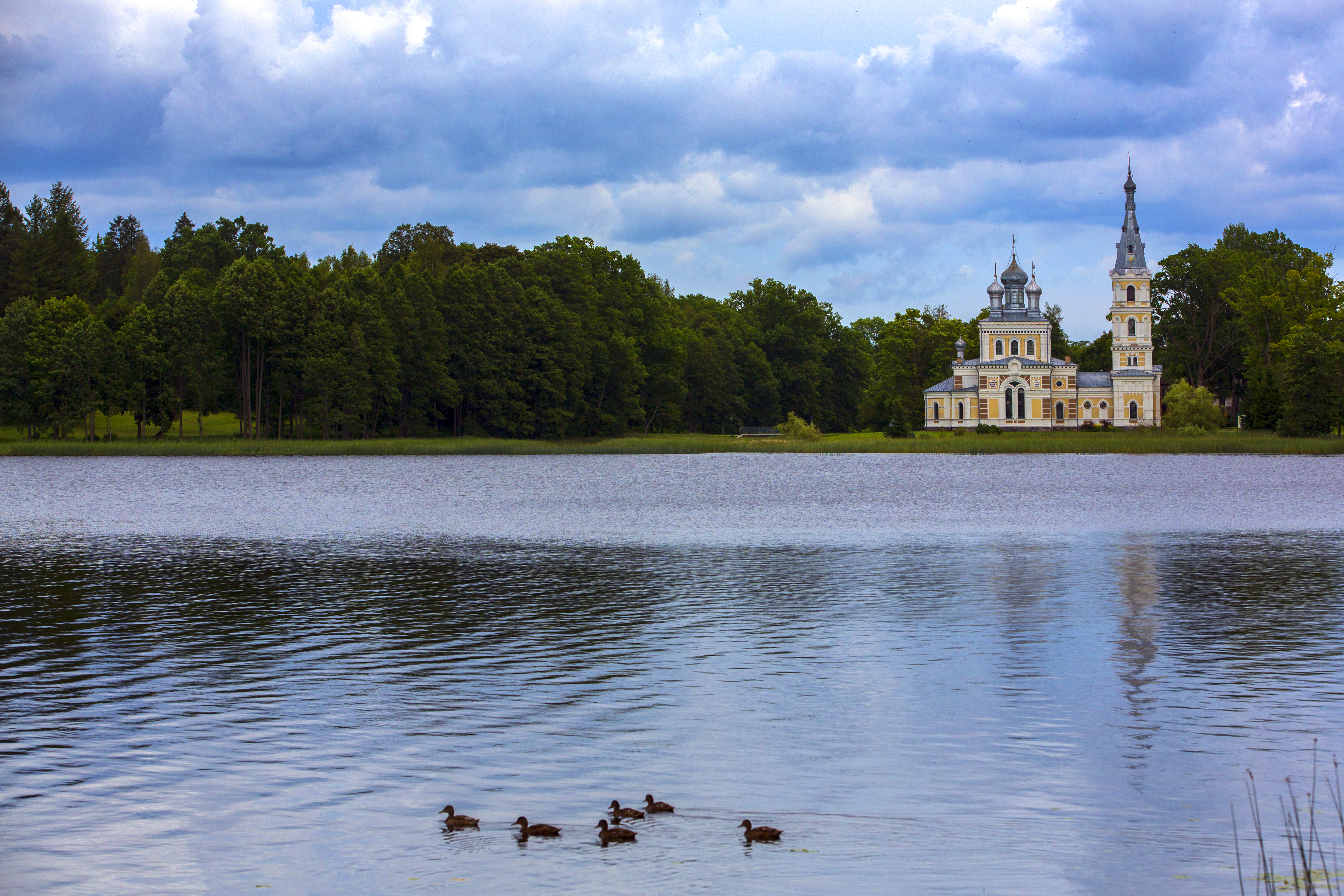
Православная церковь Св. Александра Невского